# Girolimoni, il mostro di Roma
Pour plus de détails, voir Fiche technique et Distribution.
Girolimoni, il mostro di Roma est un film italien réalisé par Damiano Damiani, sorti en 1972.

## Synopsis
Le film est inspiré de faits réels; un photographe Gino Girolimoni est accusé à tort du meurtre de plusieurs fillettes entre 1924 et 1928 à Rome. Le véritable coupable, connu dès le début du film, n'est pas inquiété mais Gino est dans le viseur de la police, et le régime politique exige un coupable.

## Fiche technique
- Titre : Girolimoni, il mostro di Roma
- Réalisation : Damiano Damiani
- Scénario : Damiano Damiani, Enrico Ribulsi et Fulvio Gicca Palli
- Photographie : Marcello Gatti
- Musique : Riz Ortolani
- Pays d'origine :  Italie
- Langue originale : italien
- Format : couleurs / noir et blanc - 1,66:1 - Mono
- Genre : comédie
- Durée : 98 minutes
- Dates de sortie :
  - Italie : 18 septembre 1972

## Distribution
- Nino Manfredi : Gino Girolimoni
- Guido Leontini : Apicella
- Orso Maria Guerrini : Gianni Di Meo
- Gabriele Lavia : Tarquinio Tirabosco
- Anna Maria Pescatori : Armanda Tirabosco
- Luciano Catenacci : Benito Mussolini
- Mario Carotenuto : Sterbini
- Gianni Musy : Roberto Farinacci
- Elio Zamuto : Italo Balbo
- Renata Zamengo

## Analyse
Le film est un mélange entre film à suspense et satire politique, décrivant les efforts de l'Italie de Mussolini pour répondre à l'indignation publique face aux assassinats d'enfants.